# Les Derniers Jours du père d'Issa

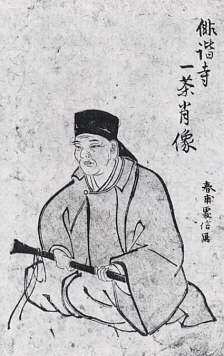
Portrait de Kobayashi Issa.

Les Derniers Jours du père d'Issa (父の終焉日記, Chichi no shūen nikki) est un journal de Kobayashi Issa, dont le titre fait référence aux derniers jours de son père. Cette œuvre passe pour être à l'origine du genre watakushi shōsetsu (« roman à la première personne ») dans la littérature japonaise, avant même toute influence occidentale, notamment du roman naturaliste. Il contient huit haïkus (hokku) et un tanka (waka), et fait ainsi également partie du genre typiquement japonais haïbun.

## Synopsis
Kobayashi Issa (1763-1828), un des quatre grands maîtres du haiku avec Matsuo Basho, Yosa Buson et Masaoka Shiki, décrit dans ce journal les derniers jours de son père à compter du moment où celui-ci développe soudainement de la fièvre et tombe gravement malade et se poursuit jusqu'à une semaine après sa disparition. L'affaiblissement du père et les conflits entre sa belle-mère, son beau-frère et lui-même sont vivement décrits de manière factuelle. Toutefois, le journal est destiné à la publication et donne donc lieu à quelques embellissements. Le titre donné par Tsukasue Tsuyuka, Chichi no shuen nikki (父の終焉日記, Chichi no shūen nikki), est devenu le titre établi.

## Kobayashi Issa

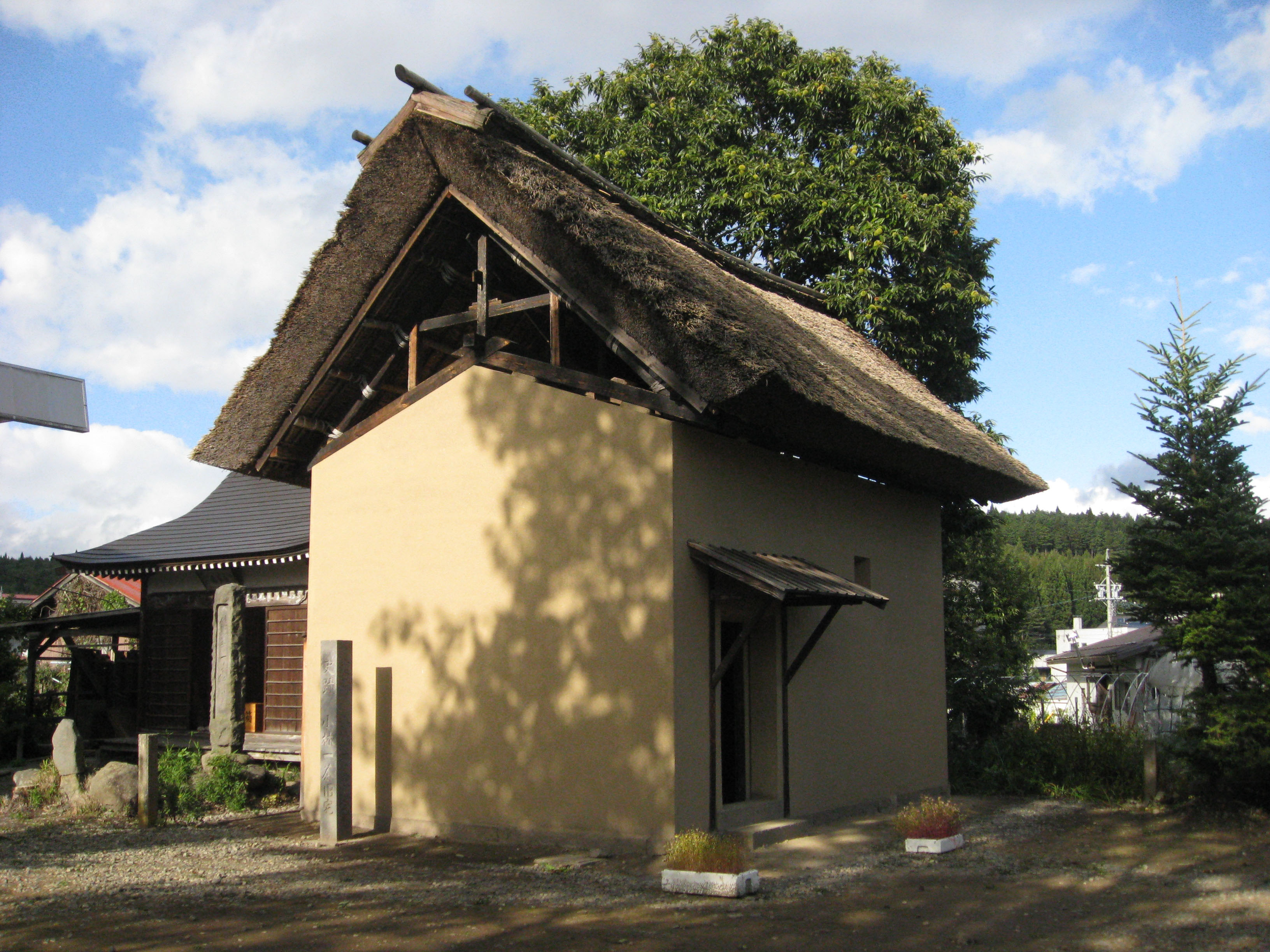
Grenier dans lequel a vécu Issa.

Un des quatre grands maîtres du haiku, Kobayashi Issa naît fils ainé d'une famille de Kashiwabara, qui fait à présent partie de Shinano-machi, province de Shinano, (actuelle préfecture de Nagano). Issa perd sa mère quand il a trois ans. Il est pris en charge par sa grand-mère, qui est folle de lui, mais sa vie change à nouveau lorsque son père se remarie cinq ans plus tard. Le demi-frère d'Issa naît deux ans plus tard, et quand sa grand-mère meurt lorsqu'il a 14 ans, il est envoyé à Edo (actuelle Tokyo) par son père un an plus tard afin qu'il y gagne sa vie. Il erre dans tout le Japon, et quand il rentre chez lui en 1801, il est témoin de l'apparition soudaine de la maladie de son père, dont il décrit les derniers jours dans un journal.

## À propos du journal
Le journal est écrit par Kobayashi Issa au dos de feuilles saitancho, c'est-à-dire de papier protocole de Nouvel An. Il est transmis par les générations des descendants de Kubota Shunko, l'un des disciples d'Issa. Il était bien relié avec une page de titre par Ogihara Seisensui et conservé au Issa-kan, musée consacré à Issa à Takayama, préfecture de Nagano.

## Évaluation
Selon Ogihara Seisensui, le journal, décrivant ce qui se passe en seulement trente-cinq jours, y compris l'important événement de la mort de son père, exprime de fortes émotions à chaque mot et à chaque phrase. les incidents quotidiens — ce qu'il ressent, ce que son père dit — devient très intéressant et révèle Issa pour la première fois. Tandis que le journal décrit les derniers jours de son père, il révèle aussi en même temps Kobayashi Issa comme un fils fidèle de son père, et constitue une partie de son autobiographie. Issa prend soin de son père très sincèrement, et ce qu'il écrit émeut profondément le lecteur.

### Traduction en français
- Chichi no shūen nikki  (trad. Seegan Mabesoone), Éditions Pippa, 2014 (lire en ligne).